# Sölve BK
Sölve BK (Sölve Bollklubb) är en Svensk fotbollsklubb från Sölvesborg, som för tillfället spelar i division 4 Blekinge. Klubben grundades 1961. Laget kallas Sölve Dragons. Klubbens hemmaarena är Svarta Led.

## Tidigare spelare
- Daniel Nilsson